# Divinyi Réka
Divinyi Réka (Budapest, 1974 –) Balázs Béla-díjas magyar forgatókönyvíró, dramaturg, rendező.

## Életpályája
A budapesti II. Rákóczi Ferenc Gimnáziumban érettségizett. Színésznek készült, a Nemzeti Színház stúdiójában is tanult. 1995–2000 között a Színház- és Filmművészeti Főiskola hallgatója volt, színháztudomány szakon. Még főiskolásként kezdett dolgozni a Barátok közt írói csapatában.
A Magyar Nemzeti Filmalap 2011-es indulásakor döntőbizottsági tag lett, 2015-ig dolgozott ebben a pozícióban. 2019. március 11-től a Filmszakmai Döntőbizottság tagja.

## Forgatókönyvírói munkái
- Lóti és Futi
- Barátok közt (1998–2002)
- Vadkörték – A tihanyi kincsvadászat (2002)
- Csak szex és más semmi (2005)
- Egy rém rendes család Budapesten (2006)
- Lora (2006)
- Szabadság, szerelem (2006)
- Tibor vagyok, de hódítani akarok! (2006)
- Kaméleon (2008)
- Valami Amerika 2. (2008)
- Veszettek (2015)
- Pappa pia (2017)
- Valami Amerika 3. (2018)
- BÚÉK (2018)
- Ida regénye (2022)
- Futni mentem (2024)

## Írói munkái
- Szerencsi, fel! (1997)
- Társas játék (2011)
- A játékkészítő (2014)
- Csak színház, és más semmi (2016)

## Dramaturgiai munkái
- Kincsem (2017)

## Díjai, elismerései
- Balázs Béla-díj (2012)